# Malta na Letních olympijských hrách 2012
Malta se zúčastnila Letních olympijských her 2012 a zastupovalo ji 5 sportovců ve 3 sportech (3 muži a 2 ženy). Během zahájení her byl vlajkonošem výpravy William Chetcuti. Při zakončení her byla vlajkonoškou Diane Borg. Nejmladší z výpravy byla plavkyně Nicola Muscat, které bylo v době konání her 18 let. Nejstarším z výpravy byl Rachid Chouhal, kterému bylo v době konání her 37 let. Nikomu z výpravy se během her nepodařilo získat medaili.
Všichni startující maltští sportovci se na olympijské hry kvalifikovali pomocí divoké karty. Jediným kdo dokázal postoupit ze základního kola soutěží byla sprinterka Diane Borg, která si výkonem 12,00 s v běhu na 100 m zajistila místo ve čtvrtfinále.

## Pozadí
Prvními letními olympijskými hrami, kterých se Malta zúčastnila, byly Letní olympijské hry v Amsterdamu, konané v roce 1928. Od své první účasti na olympijských hrách se Malta nezúčastnila her v letech 1932, 1952, 1956, 1964 a 1976. V Londýně se tak jednalo o její 15. olympijskou účast. Během předchozích her se nikomu z maltských sportovců nepodařilo získat olympijskou medaili.
Nikomu z maltských sportovců se nepodařilo splnit kvalifikační limit A ani kvalifikační limit B nutný k účasti na olympijských hrách. Maltský národní olympijský výbor tak dostal možnost kvalifikovat jednoho muže a jednu ženu pomocí divoké karty. Další dva se na hry kvalifikovali díky divoké kartě od Mezinárodní plavecké federace.
Na Letní olympijské hry v Londýně byla vyslána reprezentační výprava sestávající z pěti sportovců, 3 mužů a 2 žen. Byli jimi sprinteři Rachid Chouhal a Diane Borg, plavci Andrew Chetcuti a Nicola Muscat a střelec William Chetcuti. Během zahajovacího ceremoniálu byl vlajkonošem výpravy William Chetcuti, zatímco Diane Borg byla vlajkonoškou během závěrečného ceremoniálu. Kromě sportovců výpravu dále tvořili místopředseda Maltského olympijského výboru Julian Pace Bonello, Mark Cutajar, generální sekretář Joe Cassar a David Azzopardi. Reprezentačními trenéry byli Jimmy Bugeja, Andy Colbourn a Mario Bonello. Členy lékařské komise Maltského olympijského výboru, kteří se zúčastnili her, byli Lucienne Attard, Adele Muscat a Milos Stanisavljevic.

## Disciplíny

### Atletika
Rachid Chouhal byl nejstarším sportovcem maltské reprezentace a ve svých 37 letech byla účast na hrách v Londýně jeho olympijským debutem. Na olympijské hry se kvalifikoval díky divoké kartě od Maltského olympijského výboru, neboť jeho nejlepší výkon 10,83, který zaběhl 2. června 2012, nestačil ani na splnění kvalifikačního limitu B. Před hrami Chouhal prohlásil, že pokud něco chce tak si zatím jde, že nemá obavy, při tréninku se cítí dobře a jen dává pozor na zranění. Dále řekl že ví, že úroveň sprinterů v závodu na 100 m je vysoká a že jeho cílem je dosáhnout svého osobního maxima nebo alespoň nejlepšího výkonu sezony.
Rozběhy závodu mužů na 100 m proběhly 4. srpna 2012. Chouhal nastoupil do čtvrtého rozběhu a zaběhl čas 10,83 s, se kterým se ve svém rozběhu umístil na 4. místě z 8 osmi startujících sprinterů. Celkově se ze 75 sprinterů umístil na 58. místě.
Pro 21letou Dianu Borg byla účast na olympijských hrách v Londýně jejím olympijským debutem. Na olympijské hry se kvalifikovala díky divoké kartě od Maltského olympijského výboru, neboť její nejlepší výkon 11,89, který zaběhla na Hrách malých států Evropy v roce 2011, nestačil ani na splnění kvalifikačního limitu B.
Rozběhy závodu žen na 100 m se uskutečnily 3. srpna 2012. Borg nastoupila do druhého rozběhu a zaběhla čas 12,00 s čímž ve svém běhu skončila na 3. místě. Její výkon ji umožnil postup do čtvrtfinále, které se konalo téhož dne. Jakožto kvalifikantka z rozběhů s nejpomalejším časem v něm nastoupila do prvního běhu a zaběhla čas 11,92 s se kterým se ve svém běhu umístila na posledním 8. místě. Její čas byl také nejpomalejším výkonem čtvrtfinále a Borg do dalšího kola nepostoupila. Celkově se ze 78 atletek umístila na 53. místě.
| Sportovec      | Disciplína   | Rozběh | Rozběh | Čtvrtfinále | Čtvrtfinále | Semifinále   | Semifinále   | Finále       | Finále       |
| Sportovec      | Disciplína   | Čas    | Pořadí | Čas         | Pořadí      | Čas          | Pořadí       | Čas          | Pořadí       |
| -------------- | ------------ | ------ | ------ | ----------- | ----------- | ------------ | ------------ | ------------ | ------------ |
| Rachid Chouhal | 100 m – muži | 10,83  | 4.     | nepostoupil | nepostoupil | nepostoupil  | nepostoupil  | nepostoupil  | nepostoupil  |
| Sportovkyně    | Disciplína   | Rozběh | Rozběh | Čtvrtfinále | Čtvrtfinále | Semifinále   | Semifinále   | Finále       | Finále       |
| Sportovkyně    | Disciplína   | Čas    | Pořadí | Čas         | Pořadí      | Čas          | Pořadí       | Čas          | Pořadí       |
| Diane Borg     | 100 m – ženy | 12,00  | 3. q   | 11,92       | 8.          | nepostoupila | nepostoupila | nepostoupila | nepostoupila |

### Plavání

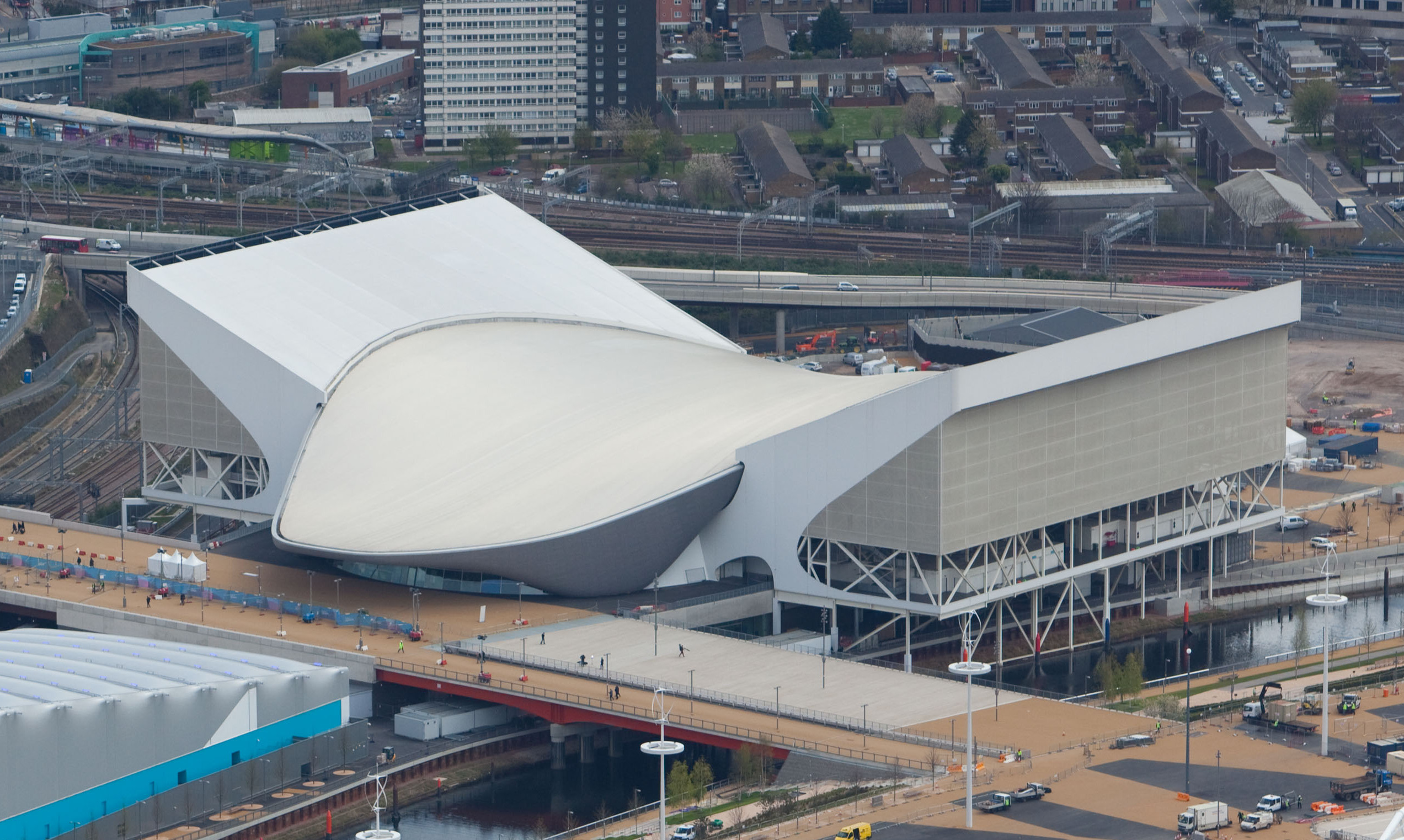
Londýnské centrum plaveckých sportů kde během olympijských her v roce 2012 probíhali plavecké soutěže

Účast na olympijských hrách v Londýně byla pro maltského reprezentanta Andrewa Chetcutiho jeho olympijským debutem. Svým osobním rekordem 51,98 s na trati 100 m volným způsobem, kterého dosáhl v roce 2011 na Hrách malých států Evropy, nesplnil ani kvalifikační limit B nutný pro účast na olympijských hrách. Na ně se kvalifikoval díky divoké kartě, kterou obdržel od Mezinárodní plavecké federace. Na start na hrách se mj. připravoval i v Dubaji a v Jihoafrické republice. Před hrami prohlásil, že to pro něho bude dosud největší zážitek v životě a že si svůj start na hrách bude chtít užít. Také uvedl, že se pokusí zlepšit svůj osobní rekord.
Závod mužů na 100 m volným způsobem se konal dne 31. července 2012 a Chetcuti v něm nastoupil do třetí rozplavby. Časem 51,67 s ustanovil nový maltský národní rekord. Tímto výkonem skončil ve své rozplavbě třetí. Na postup do semifinále však tento čas nestačil a Chetcuti se umístil na celkovém 39. místě. Po závodu prohlásil že má radost z dosaženého úspěchu, ale že doufal, že bude rychlejší.
Nicola Muscat byla z maltské reprezentace na olympijských hrách v Londýně nejmladší a byl to její olympijský debut. Se svým nejlepším osobním výkonem na trati 50 m volným způsobem 26,87 s nedosáhla ani na kvalifikační limit B nutný pro účast na olympijských hrách. Na ně se kvalifikovala díky divoké kartě, kterou obdržela od Mezinárodní plavecké federace. Před hrami prohlásila, že je nutné si nastavit realistické cíle a že by ráda pokořila maltský národní rekord.
Závod žen na 50 m volným způsobem proběhl dne 3. srpna 2012. Muscat nastoupila do páté rozplavby. Zaplavala čas 27,22 s a skončila tak ve své rozplavbě čtvrtá. Tímto výkonem se ji nepodařilo vylepšit národní rekord a čas nestačil ani na postup do semifinále. Celkem se ze 73 plavkyň umístila na 43. místě.
| Sportovec       | Disciplína                | Rozplavba | Rozplavba | Semifinále   | Semifinále   | Finále       | Finále       |
| Sportovec       | Disciplína                | Čas       | Pořadí    | Čas          | Pořadí       | Čas          | Pořadí       |
| --------------- | ------------------------- | --------- | --------- | ------------ | ------------ | ------------ | ------------ |
| Andrew Chetcuti | 100 m volný způsob – muži | 51,67 NR  | 39.       | nepostoupil  | nepostoupil  | nepostoupil  | nepostoupil  |
| Sportovkyně     | Disciplína                | Rozplavba | Rozplavba | Semifinále   | Semifinále   | Finále       | Finále       |
| Sportovkyně     | Disciplína                | Čas       | Pořadí    | Čas          | Pořadí       | Čas          | Pořadí       |
| Nicola Muscat   | 50 m volný způsob – ženy  | 27,22     | 43.       | nepostoupila | nepostoupila | nepostoupila | nepostoupila |

### Střelba

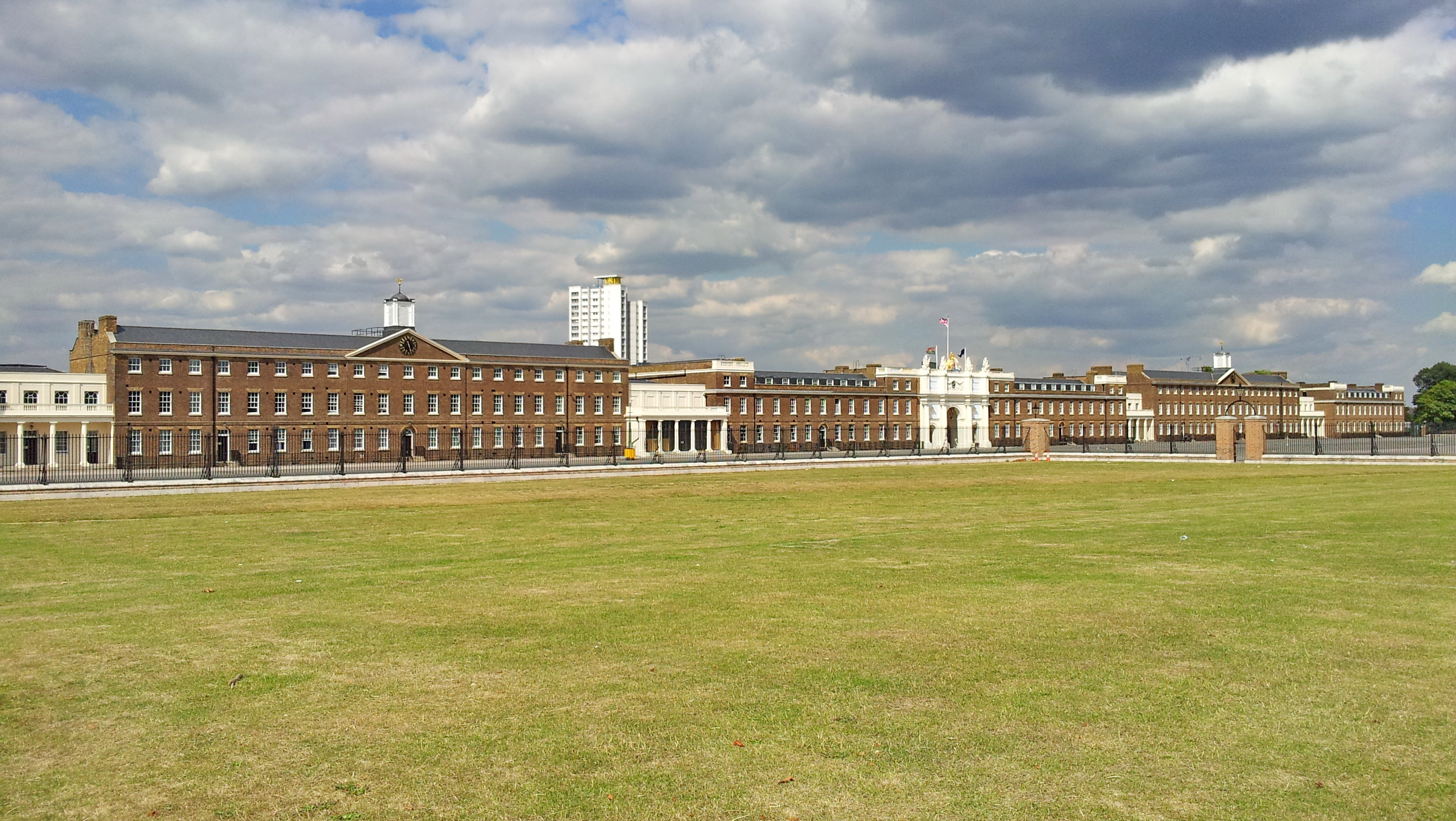
Royal Artillery Barracks, kde se během olympijských her odehrál závod v double trapu

William Chetcuti v Londýně startoval na svých třetích olympijských hrách a byl tak jediným z maltské výpravy, kdo se zúčastnil předešlých her v Pekingu a Athénách. Na hry se kvalifikoval díky divoké kartě, kterou obdržel za zisk zlaté medaile během ISSF světového poháru ve střelbě z brokovnice v roce 2011.
Kvalifikační kolo závodu v double trapu se konalo 2. srpna 2012. Chetcuti získal 135 bodů a ze 23 střelců se umístil na 9. místě. Od posledního postoupivšího do šestičlenného finále, maďarského reprezentanta Richárda Bognára, jej dělily dva body. Po kvalifikaci Chetcuti prohlásil, že do závodu dal vše, ale nepodařilo se mu předvést své nejlepší schopnosti.
| Sportovec        | Disciplína         | Kvalifikace | Kvalifikace | Finále      | Finále      |
| Sportovec        | Disciplína         | Body        | Pořadí      | Body        | Pořadí      |
| ---------------- | ------------------ | ----------- | ----------- | ----------- | ----------- |
| William Chetcuti | double trap – muži | 135         | 9.          | nepostoupil | nepostoupil |